# Sonic Advance 3
Sonic Advance 3 (ソニックアドバンス3, Sonikku Adobansu Surī) is een platformspel uit de Sonic the Hedgehog-serie. Het spel is ontwikkeld door Dimps en gepubliceerd door THQ voor de Game Boy Advance.
Het spel gebruikt elementen uit Sonic Advance en Sonic Advance 2. De Chao Garden uit de voorgaande twee spellen is in dit spel niet langer aanwezig wegens te weinig geheugen.

## Verhaallijn
Dr. Eggman scheurt de aarde aan stukken met Chaos Control. Sonic raakt Knuckles, Amy en Cream kwijt, en komt met Tails vast te zitten. De twee beginnen een zoektocht naar hun vrienden en de bron van alle chaos.

## Gameplay
Sonic Advance 3 introduceert een nieuw element genaamd "Tag Action". Tag Action is gelijk aan Sonic the Hedgehog 2: de speler kiest twee personages uit waarvan hij er een bestuurt en de andere als NPC achter de speler aanloopt. Spelers kunnen hun tweede personage ook oppakken en dan loslaten om hun speciale vaardigheid te activeren.
Sommige van de combinaties hebben hun eigen naam:
- Unbreakable Bond: Sonic & Tails
- Fighting Buddies: Sonic & Knuckles
- Lovely Couple: Sonic & Amy
- Team Jubilee: Amy and Cream

De samenstelling van elk team bepaalt de vaardigheden van de individuele personages. Als Sonic bijvoorbeeld samenwerkt met Amy kan hij haar hamer als wapen gebruiken, maar kan hij niet zijn spin-aanval gebruiken.

## Personages

### Bespeelbaar
- Sonic the Hedgehog is vanaf het begin bespeelbaar.
- Miles "Tails" Prower: is vanaf het begin bespeelbaar. Hij kan vliegen en zijn teamgenoot oppakken.
- Knuckles the Echidna: wordt bespeelbaar nadat de speler het derde level van Sunset Hill (zone 2) heeft uitgespeeld, met Sonic als teamleider.
- Amy Rose: is te ontsluiten door de Toy Kingdom (zone 4) uit te spelen met Sonic als teamleider.
- Cream the Rabbit: is te ontsluiten door de Cyber Track (zone 6) uit te spelen met Sonic als teamleider.

### Vijanden
- Dr. Eggman: de primaire antagonist in het spel. Hij is tevens een bespeelbaar personage in de multiplayermode voor 2P.
- Gemerl: de secundaire antagonist. Hij is een robot gemaakt door Eggman.

## Ontvangst
Over het algemeen ontving Sonic Advance 3 positieve feedback van critici. Zo kreeg het spel een score van 9/10 van GameZone en een 8/10 van Gaming Target.
Van Sonic Advance 3 werden 1,5 miljoen exemplaren verkocht.
| Beoordeeld door        | Datum            | Score |
| ---------------------- | ---------------- | ----- |
| SegaFan.com            | 3 september 2004 | 90%   |
| IGN                    | 27 mei 2004      | 90%   |
| Cubed3                 | 25 juni 2004     | 90%   |
| Retro Gamer            | juni 2004        | 80%   |
| G4 TV: X-Play          | 5 april 2006     | 80%   |
| Game Informer Magazine | juli 2004        | 78%   |
| JeuxActu               | 18 juni 2004     | 75%   |
| 1UP                    | 27 mei 2004      | 75%   |
| The Video Game Critic  | 9 september 2005 | 75%   |
| GamePro (USA)          | 17 juni 2004     | 70%   |